# Lillsjön (Hällestads socken, Östergötland, 651726-148195)
Lillsjön är en sjö i Finspångs kommun i Östergötland och ingår i Motala ströms huvudavrinningsområde.